# اندیس مزرعه هوش
مزرعه هوش یک اندیس فلزی است که در حوالی شهر خضر آباد استان یزد قرار دارد و مادهٔ معدنی موجود در آن، مس است.  